# غراهام لويس
غراهام لويس (بالإنجليزية: Graham Lewis)‏ (15 فبراير 1982 بريدنغ في المملكة المتحدة - ) هو لاعب كرة قدم بريطاني في مركز الهجوم. لعب مع فريكلي أثلتيك ‏ وBelper Town F.C. ‏ وBrigg Town F.C. ‏ وLincoln United F.C. ‏ ونورثويتش فيكتوريا ولينكولن سيتي أف سي وغولتاون ‏ وإيكستون تاون ‏ وBurnham F.C. ‏ وAbingdon United F.C. ‏ وبراكنل تاون وMarlow F.C. ‏ وGedling Town F.C. ‏ وReading Town F.C. ‏ وLincoln Moorlands Railway A.F.C. ‏ وThatcham Town F.C. ‏.

## وصلات خارجية
- غراهام لويس على موقع قاعدة بيانات كرة القدم.إي يو (الإنجليزية)
- غراهام لويس على موقع Soccerbase.com (لاعب) (الإنجليزية)